# Gold (The Cranberries)
Gold è una raccolta di successi del gruppo musicale rock irlandese The Cranberries pubblicata nel 2008 dalla Island Records e dalla Mercury Records per il mercato britannico.

## Il disco
Parte della collana Gold della Universal Music, l'album contiene tutti i principali successi dei Cranberries in versione rimasterizzata dai tempi del loro album di esordio del 1993 fino al loro scioglimento nel 2003. A differenza della precedente raccolta Stars - The Best of 1992 - 2002 del 2002, Gold contiene un numero maggiore di canzoni tutte nella versione pubblicata su album, ma anche alcune b-side dei singoli di maggior successo.
Con il titolo Gold - The Videos è stato pubblicato dalla Universal Music anche un DVD contenente tutti i video clip prodotti dal gruppo.

## Tracce

### Disco 1
1. Dreams - (Noel Hogan, Dolores O'Riordan) - (4:33)
2. Sunday - (Noel Hogan, Dolores O'Riordan) - (3:32)
3. Pretty - (Noel Hogan, Dolores O'Riordan) - (2.17)
4. How - (Dolores O'Riordan) - (2:52)
5. Not Sorry - (Noel Hogan, Dolores O'Riordan) - (4:21)
6. Linger - (Noel Hogan, Dolores O'Riordan) - (4:35)
7. Liar - (Noel Hogan, Dolores O'Riordan) - (2:22)
8. Zombie - (Dolores O'Riordan) - (5:07)
9. Ode To My Family - (Noel Hogan, Dolores O'Riordan) - (4:30)
10. I Can't Be With You - (Noel Hogan, Dolores O'Riordan) - (3:08)
11. Empty - (Noel Hogan, Dolores O'Riordan) - (3:27)
12. Everything I Said - (Noel Hogan, Dolores O'Riordan) - (3:53)
13. Ridiculous Thoughts - (Noel Hogan, Dolores O'Riordan) - (4:33)
14. Dreaming My Dreams - (Dolores O'Riordan) - (3:37)
15. Daffodil Lament - (Dolores O'Riordan) - (6:08)
16. So Cold In Ireland - (Dolores O'Riordan) - (4:44)

### Disco 2
1. Salvation - (Noel Hogan, Dolores O'Riordan) - (2:24)
2. Free To Decide - (Dolores O'Riordan) - (4:25)
3. When You're Gone - (Dolores O'Riordan) - (4:57)
4. Hollywood - (Dolores O'Riordan) - (5:08)
5. Cordell - (Dolores O'Riordan) - (3:40)
6. Animal Instinct - (Noel Hogan, Dolores O'Riordan) - (3:31)
7. Promises - (Dolores O'Riordan) - (5:27)
8. You And Me - (Noel Hogan, Dolores O'Riordan) - (3:35)
9. Just My Imagination - (Noel Hogan, Dolores O'Riordan) - (3:42)
10. Never Grow Old - (Dolores O'Riordan) - (2:36)
11. Analyse - (Dolores O'Riordan) - (4:11)
12. Time Is Ticking Out - (Noel Hogan, Dolores O'Riordan) - (3:01)
13. This Is The Day - (Dolores O'Riordan) - (4:15)
14. New New York - (Noel Hogan, Dolores O'Riordan) - (4:09)
15. Stars - (Noel Hogan, Dolores O'Riordan) - (3:31)

### DVDGold - The Videos
1. Ode To My Family
2. Salvation
3. Just My Imagination
4. Animal Instinct
5. Dreams
6. Promises
7. Zombie
8. I Can't Be With You
9. Free To Decide
10. Linger
11. Ridiculous Thoughts
12. When You're Gone
13. You and Me
14. Analyse (versione originale)
15. Time Is Ticking Out
16. Stars

## Formazione
- Dolores O'Riordan - voce, chitarra, tastiere
- Noel Hogan - chitarra
- Mike Hogan - basso
- Fergal Lawler - batteria e percussioni